# 珍珍 (大熊猫)
珍珍是一只雌性大熊猫，2007年8月3日在美国圣地亚哥动物园出生，父母分别为高高与白云。同年11月，圣地亚哥动物园根据全美征名活动的结果为它命名为“珍珍”，取“珍贵”之意。12月22日，珍珍首次公开亮相。
2010年9月，它与姐姐苏琳一同回到中国，赴中国保护大熊猫研究中心雅安碧峰峡基地定居。同年11月，入住新成立的海归大熊猫乐园。